# Daddy (chanson de Psy)
Pour les articles homonymes, voir Daddy.
Singles de Psy feat. CL
Hangover
(2014) Napal Baji
(2015)
Singles par CL
Hello Bitches
(2015) Lifted
(2016)
Daddy est le 21e single du chanteur sud-coréen Psy, sorti le 30 novembre 2015 en quatrième piste de son septième album studio, intitulé Chiljip Psy-da (en). Il inclut quelques paroles interprétées par la chanteuse CL du groupe 2NE1. Le passage principal du refrain est inspiré de la chanson I Got It From My Mama (en) du rappeur américain will.i.am.

## Clip vidéo
Le clip de Daddy est publié le 30 novembre 2015 sur la chaîne YouTube officielle de Psy, en même temps que celui de Napal Baji, qui connaît cependant un succès moindre (près de 5 millions de vues pour Daddy contre seulement 1,6 million pour Napal Baji en 24 heures).

## Positions dans les classements
| Classement (2015)                            | Meilleure position |
| -------------------------------------------- | ------------------ |
| Australie (ARIA)                             | 103                |
| Belgique (Flandre Ultratip 100)              | 68                 |
| Canada (Hot 100)                             | 36                 |
| Corée du Sud (Gaon)                          | 1                  |
| États-Unis (Hot 100)                         | 97                 |
| États-Unis (Hot Dance/Electronic Songs)      | 6                  |
| Finlande (Suomen virallinen lista)           | 20                 |
| République tchèque (Singles Digitál Top 100) | 66                 |

## Ventes
| Chart            | Ventes                   |
| ---------------- | ------------------------ |
| Gaon Music Chart | 951 764 téléchargements, |